# (3240) Laocoon
(3240) Laocoon (1978 VG6) – planetoida z grupy trojańczyków okrążająca Słońce w ciągu 12,05 lat w średniej odległości 5,25 au. Odkryta 7 listopada 1978 roku.